# Parque natural del Rhön Bávaro

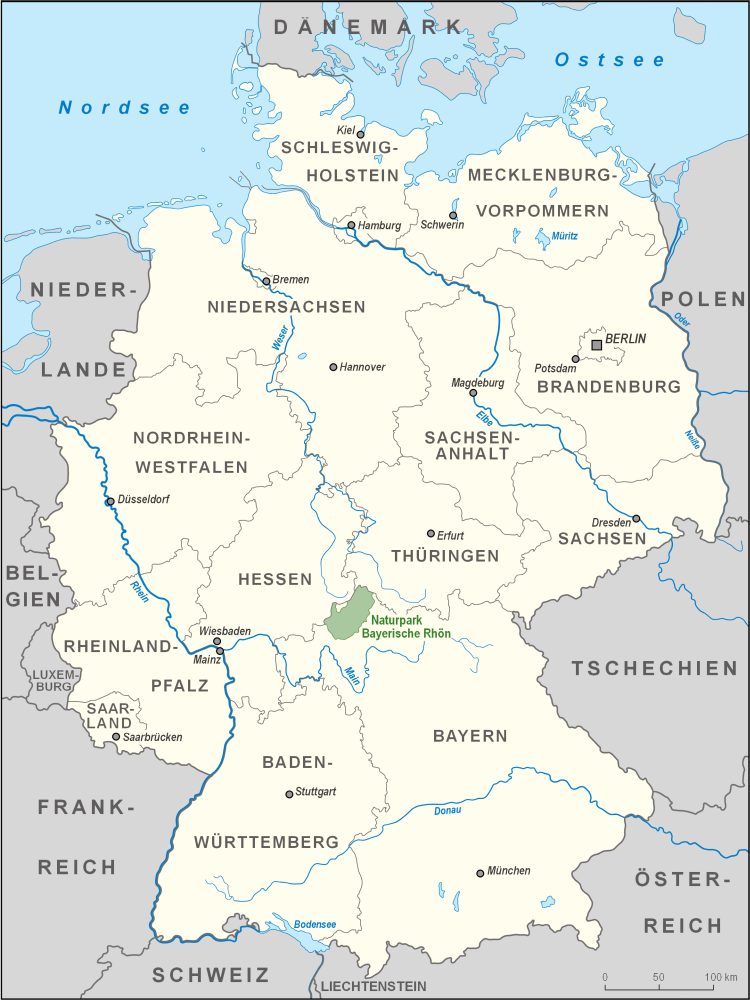
Localización del parque natural en Alemania.

El Parque Natural del Rhön Bávaro (en alemán: Naturpark Bayerische Rhön) está atravesado por la unión de los estados alemanes de Baviera, Hesse y Turingia. 70 km² de la superficie total de 125 km² del parque natural han sido reconocido por la UNESCO como parte de la Reserva de la biosfera de Rhön.
La Organización para la Promoción del parque natural del Rhön Bávaro (Zweckverband Naturpark Bayerische Rhön) fue fundada en el año 1967. El 26 de noviembre de 1982 fue expedido el reglamento para el mismo y, en 1997, el Zweckverband se convirtió en la Sociedad para el parque natural del Rhön Bávaro y la Reserva de la Biosfera (Naturpark und Biosphärenreservat Bayer. Rhön eV).

## Paisaje
El parque natural se encuentra entre Spessart, las montañas de Vogelsberg, el bosque de Turingia, el parque natural Haßberge y el bosque de Steiger. Este está caracterizado por bosques mixtos y abundancia de manantiales, pradera y hábitats áridas.